# Макс Дахие
Макс Юриевич Дахие (1932 – 1996) е ленинградски поет, сценарист и журналист.
Много от стиховете му са превърнати в песни от известни композитори и са станали песенна класика. Завършва Ленинградския технологичен институт и кореспондентския отдел на Ленинградския държавен университет, факултет по журналистика. Негови песни, написани в сътрудничество с такива композитори като Виктор Плешак, А. Журбин, И. Цветков, З. Раздолина и други, са включени в репертоара на известни певци, между които Йосиф Кобзон, Й. Богатиков, Е. Хил, М. Пахоменко, Л. Сенчина и др. Песните са включени в редица телевизионни и документални филми. Във филма „Ние сме от блокадата“ звучи известната песен на Дахие „Ленинградки“. Произведения на М. Дахие са публикувани много в списанията. Макс Дахие има труд, посветен на живота и творчеството на преждевременно починалата млада художничка Надя Рушева. По това време музикално-поетичната композиция „Приказката за Надя Рушева“, изпълнена от А. Талковски с участието на автора. Тя се изпълнява с голям успех по това време на много музикални сцени в Русия. Друга негова работа е документалният роман „Сбогом на Санкт Петербург“, отнасящ се за живота на поета Н. П. Огарев. По сценарий на М. Дахие е заснет филм за един грузински художник „Звездата на Дато“ за Дато Крацашвили, който повтаря съдбата на Надя Рушева по свой си специфичен начин. М. Дахие е автор на сценария за филма „Планетата Наташа“ за героинята от Сталинградската битка Наташа Качуевская. Той е автор и на няколко популярни стихосбирки за деца.

## Издания
- Дахие, Макс. Повесть о Наде Рушевой.   Москва, Мелодия, 1979, 1981. с. CD. (на руски)
- Дахие, Макс Юриевич. Голубой слоненок.   он лайн, Экслибрис, 1993. ISBN 5-85490-069-6. с. 120. (на руски)
- Дахие, Макс. Был очень ли нужен лягушкам король.   Москва, Экслибрис, 1994. с. CD. (на руски)